# Roberto Dinamite
Carlos Roberto de Oliveira, más conocido como Roberto Dinamite, (Duque de Caxias, Río de Janeiro, 13 de abril de 1954-Río de Janeiro, 8 de enero de 2023) fue un futbolista y político brasileño, jugador histórico del Vasco da Gama, que llegó a presidir entre 2008 y 2014. Una vez terminada su carrera deportiva se dedicó la política, centrada en el estado de Río de Janeiro, del que llegó a ser diputado por el Partido de la Social Democracia Brasileña durante cinco mandatos consecutivos y considerado uno de los mejores tiradores de falta de la historia con 67 goles.
Prolífico delantero y uno de los principales ídolos del club carioca, fue internacional con la selección brasileña, con la cual disputó los mundiales de Argentina 1978 y España 1982.

## Biografía

### Infancia y categorías básicas
Carlos Roberto de Oliveira nació el 13 de abril de 1954, en el barrio de São Bento de la ciudad de Duque de Caxias, estado de Río de Janeiro. Desde el principio, Roberto (quien en ese momento era conocido con el sobrenombre de Calu) comenzó a mostrar intimidad con el balón. Como muchos niños enamorados del fútbol, incluso dormía con él en sus brazos mientras imaginaba los movimientos que haría en el próximo partido de la inundación.
A los doce años ya era titular del equipo principal del barrio, Esporte Clube São Bento, donde destacó como máximo goleador. En estos juegos tenía una característica llamativa: era el que más apoyaba y exigía a sus compañeros que los movimientos de ataque pasaran por sus pies. Sin embargo, cuando recibió el balón casi nunca lo devolvió.
A pesar de su individualismo fue fanático de Jairzinho, autor de goles en todos los partidos durante la conquista del tercer mundial en México, ya que demostró toda su habilidad y precisión en tiros de corta y larga distancia. Gracias a ello, en 1969 fue invitado a entrenar en las categorías base del Vasco por Gradim, ojeador del club, responsable de captar jóvenes talentos en las canchas de fútbol esparcidas por los suburbios de Río de Janeiro. Un mes después ya jugaba en la cantera que dirige Célio de Souza. En poco más de un año en el club ya había marcado más de 46 goles.
En un año de club, Roberto aumentó 15 kilos, gracias a un riguroso trabajo muscular, convirtiéndose en uno de los jóvenes más prometedores del club, recibiendo constantes elogios de entrenadores y directivos. En el Campeonato Juvenil de Río de Janeiro de 1970 fue el máximo goleador del Vasco, con diez goles. En el mismo torneo, al año siguiente, fue más allá, siendo el máximo goleador de la competición, con trece goles.
De esta manera llamó la atención del entrenador del equipo principal, Mário Travaglini, quien lo introdujo en la disputa del Campeonato Brasileño de Fútbol 1971. En el mismo año ya se señaló como la nueva esperanza de gol del equipo.

### Aparece Roberto Dinamita
Disputó su primer partido profesional contra el Bahía, el 14 de noviembre de 1971, a la edad de diecisiete años. Bahía ganaba por 1 a 0 y el técnico Admildo Chirol lo colocó en el lugar del mediocampista Pastoril en el intermedio del partido. Pero aún no era el momento del futuro ídolo. Vasco terminó perdiendo el juego por el marcador de 1 a 0.
Incluso con la derrota, Vasco se clasificó para la segunda fase del torneo, donde se enfrentarían al Atlético Mineiro (que se convertiría en el campeón de la competición), el Santos de Pelé y el Internacional. Durante la semana previa al primer partido, ante el Atlético, Roberto destacó en los entrenamientos y fue seleccionado como titular del partido. En la víspera del partido, Jornal dos Sports puso en sus titulares: "Vasco escala niño-dinamita".
A diferencia de lo que se divulga, el sobrenombre de Dinamita no apareció luego del partido contra el Internacional. El apodo fue creado por dos periodistas del Jornal dos Sports, Eliomário Valente y Aparício Pires, ambos seguidores del Vasco, y conocido cuando Roberto ya se destacó en la juventud.
En ese partido ante el Atlético Mineiro, el 21 de noviembre, a Roberto no le fue bien y acabó siendo sustituido. Hubo una gran decepción en la afición del Vasco, que tenía grandes esperanzas en él.
El próximo partido tuvo lugar el 25 de noviembre, un jueves, contra el Inter, en el Estadio de Maracaná. En la segunda parte, cuando Vasco ganaba por 1-0, Admildo Chirol tomó a Gilson Nunes y colocó a Roberto. En el primer balón que recibió Roberto regateó a cuatro jugadores lanzando el balón en la esquina izquierda, en un hermoso gol, el primero en el equipo profesional.
Al día siguiente, Jornal dos Sports imprimió el titular en negrita: «¡GAROTO DINAMITE-EXPLODIU!».
Fue el adiós definitivo de Calu y la aparición de Roberto Dinamita, que sería considerado por muchos como el mayor ídolo de la historia del Vasco, inmortalizando su camiseta 10.

### La historia comienza con Vasco
A partir de entonces comenzó su larga historia de amor con los fanáticos. El delantero centro jugó en el equipo profesional del Vasco desde 1971 hasta 1980, cuando se trasladó al Barcelona, en una negociación que implicó mucho dinero. Regresó al club tres meses después, donde permaneció hasta 1989, antes de ser negociado con Portuguesa. Seis meses después, Dinamite estaba de nuevo en Vasco, para poner fin a su brillante carrera en 1993, a los 39 años.
Alto y fuerte, Dinamite usó su cuerpo con gran inteligencia y casi nunca perdía el balón ante un oponente, convirtiéndose en un gran peligro en el área enemiga. Logró un promedio de 36 goles por temporada en sus 22 años de carrera y jugó 1108 partidos. Su mejor año fue en 1981, cuando dejó su huella 62 veces, superando el récord de Zico, el mayor ídolo de la afición rival, Flamengo, que había cumplido 60 años.
Sus principales características sobre el terreno de juego fueron el oportunismo, la competencia y la suerte. Supo cometer faltas como pocos, además de desarrollar, a lo largo de su carrera, la capacidad de patear con ambas piernas.
Participó en la conquista de cinco estados - 1977, 1982, 1987, 1988 y 1992. En 1974 ganó el título de campeón brasileño venciendo al Cruzeiro en la final por 2 a 1. A pesar de no haber marcado en la decisión, Roberto Dinamite fue el máximo goleador de la competición con 16 goles y el máximo responsable de un título sin precedentes.

### La frustración en Barcelona
En 1980, fuertemente asediado por clubes europeos, el Vasco no pudo evitar el traspaso de su mejor atleta al poderoso Barcelona. El brasileño reemplazaría al delantero austríaco Hans Krankl, quien, tras haber peleado con el técnico Ladislao Kubala, acabó siendo destituido. Aun así, por su aportación, Dinamite es uno de los pocos brasileños que está en el Salón de la Fama del club catalán.
En su debut en el club catalán, el Dinamita marcó dos goles. Sin embargo, el técnico que lo contrató, Joaquim Rifé, fue despedido tres partidos más tarde, siendo reemplazado por Helenio Herrera, quien no le dio el mismo espacio, lo que no impidió que fuera cargado por la multitud. 
Consciente de la falta de suerte de Roberto en España, Flamengo lo buscó, y su presidente en ese momento (Marcio Braga) acudió personalmente a hablar con el jugador. En un principio Vasco, que había sido contactado, no estaba interesado, solo entró en la disputa por el regreso del Dinamita a Brasil tras la presión de la afición.  Advirtió que no firmara con su rival y que Eurico Miranda también iría a España a hablar con él, Roberto dispuso su regreso al Vasco apenas tres meses después de dejarlo. La multitud llenó el São Januário para saludarlo.
El regreso de Roberto se produjo en un partido menor ante Náutico, que él mismo jura no recordar. Pero el partido real que consolidó su regreso tuvo lugar el 5 de mayo de 1980, en un partido Vasco vs Corinthians. Antes de este juego, hubo un juego de Flamengo. La multitud rojinegra, entonces, se había quedado en el estadio, secando a Vasco, formando lo que se llamó "Fla-fiel" . 110.000 personas presenciaron la nueva "explosión" de Roberto, que marcó 5 goles y proclamó la victoria del Vasco por 5 a 2. Fue el regreso triunfal del gran ídolo del club, acompañado incluso por un reportero azulgrana, que informaría del partido a un local periódico con las palabras: " Esto, si, es verdadero Dinamita ".

### Roberto Dinamita se convierte en estrella en Lusa y Campusca
Al final de su carrera, Roberto recibió una invitación para jugar en el Portuguesa. El jugador aceptó el desafío y participó en el Brasileirão 1989 por el equipo de Canindé.
Formada por Antônio Lopes, Dinamita se convirtió rápidamente en la gran estrella de Lusa. El delantero marcó nueve goles en los seis meses en São Paulo, lo que lo ayudó a alcanzar el hito histórico de 190 goles en los torneos nacionales, convirtiéndose en el máximo goleador de la competición.
La campaña de Portuguesa fue buena, y el São Paulo terminó séptimo con 20 puntos, solo seis menos que el campeón Vasco, hizo que la directiva intentara renovar con Dinamita. En vano. El artillero volvió a Vasco nuevamente.
En 1991, Dinamite aceptó otro desafío jugando para Campo Grande ayudando a Campusca a estar en el 5.º lugar en el estado e incluso liderando la segunda ronda del mismo campeonato. En ese momento, Roberto contaba con la compañía de Elói y Cláudio Adão, quienes, como el ídolo del Vasco, estaban al final de sus carreras.

## Selección
La selección brasileña reservó grandes alegrías y decepciones para Dynamite. Convocado por primera vez en 1975, el atacante estuvo presente en los Mundiales de 1978 y 1982, e hizo, vistiendo la camiseta canaria, el gol más memorable de su carrera. "Fui olvidado por toda la prensa y aplaudido durante más de 20 días. Pero, con el gol que anoté contra Austria, volví a ser aclamado como un ídolo del pueblo brasileño de un día para otro. Fue sensacional" , dijo. confiesa.
Sin embargo, el asesino tuvo sus momentos de disgusto. "La mayor tristeza de mi carrera fue la forma en que nos descalificaron del Mundial de 1978 en Argentina. Estábamos invictos, pero quedamos eliminados con la derrota de Perú por 6-0 ante Argentina" .
En 1982, Roberto fue convocado a última hora para disputar el Mundial de España por la lesión de Careca. Esta vez, a diferencia de 1978, su participación se limitó a los entrenamientos, ya que Telê Santana no puso la estrella en ningún partido.
Su última participación en la Selección tuvo lugar en 1984, cuando vistió por última vez a Amarelinha al mando de Eduardo Antunes Coimbra. En 1986, incluso en una gran etapa del Vasco, Telê Santana no lo tendría en cuenta para el Mundial de México.
| Mundial           | Sede      | Resultado    | Partidos | Goles |
| ----------------- | --------- | ------------ | -------- | ----- |
| Copa Mundial 1978 | Argentina | Tercer lugar | 5        | 3     |

| Mundial           | Sede   | Resultado     | Partidos | Goles |
| ----------------- | ------ | ------------- | -------- | ----- |
| Copa Mundial 1982 | España | Segunda Ronda | 0        | 0     |

## Carrera política y directiva
El delantero tiene una carrera política consolidada y de prestigio en Río de Janeiro por casi dos décadas, la cual comenzó en 1992 al ser elegido concejal de la ciudad de Río de Janeiro a través del Partido de la Social Democracia Brasileña. En 1994 fue electo diputado de estado, cargo en el que sería reelegido en 1998, 2002, 2006 y 2010. En las elecciones de 2002 ya pertenecía al Movimiento Democrático Brasileño, donde permaneció hasta el final de su mandato, no siendo reelegido para el Periodo 2015-19. Desde 2008 compatibilizaba el cargo de presidente del Vasco da Gama con el de diputado, hasta 2014, cuando fue relevado por Eurico Miranda.
Éste fue su gran rival político y directivo, quien fue también presidente del club en el período 2001-08. Esta rivalidad comenzó tras la polémica expulsión de Roberto Dinamite y su hijo de la Tribuna de Honor de São Januário, en una actitud autoritaria propia de Miranda.[cita requerida] Así comenzó la caída de Eurico Miranda y el ascenso de Roberto Dinamite, quien en brazos de la multitud, sería ungido para la presidencia del Club que lo formaba.
Tras la expulsión de la galería, Roberto Dinamite, con el apoyo del MUV (Movimento Unido Vascaíno, creado en oposición a los abusos de Eurico Miranda), fue derrotado en dos elecciones rodeado de polémica y acusado de fraude, donde incluso se le registraron votos favorables de miembros fallecidos, algo imposible. Sin embargo, la segunda elección de 2006, tuvo tantas irregularidades y abusos que terminó siendo anulada por la justicia y reprogramada para 2008.
Finalmente, el 21 de junio de 2008, la lista pro-Dinamita ganó las elecciones para formar el Consejo Deliberativo de Vasco. Eurico Miranda decidió no participar en las nuevas elecciones. En la madrugada del 28 de junio, con la participación de ilustres vascaínos que fueron previamente destituidos del club y el apoyo masivo de la afición, el consejo deliberativo eligió a Roberto como nuevo presidente del club. El 8 de agosto de 2011 fue reelegido presidente del club con 149 votos de los posibles 154 del Consejo Deliberante. 
Como presidente del Vasco, Roberto Dinamite ni siquiera pudo imitar el éxito que tuvo como jugador del club. En el primer año de gobierno, Vasco da Gama descendió por primera vez en el Campeonato Brasileño, subiendo para ganar el título al año siguiente. A partir de entonces, el club mantuvo campañas irregulares y ganó solo la Copa do Brasil en 2011. En 2013, Vasco volvió a caer a la Série B, excluyendo una vez la posibilidad de que el presidente intente su tercer mandato en el año siguiente. La votación de Vasco estaba programada para el 6 de agosto, pero debido a varias quejas sobre un posible plan de compra de votos que involucra al candidato Eurico Miranda, la elección se aplazó en la corte hasta el 11 de noviembre. Por tanto, los Consejos de Clubes eligieron una comisión para hacerse cargo, poniendo fin al mandato de Roberto Dinamite, quien días después, al efecto de una orden judicial, obtuvo el derecho a permanecer en la presidencia hasta la fecha de la nueva elección.

## Estadísticas

### Clubes
Datos actualizados a fin de carrera deportiva.
| Club                  | Temporada     | Div.          | Liga  | Liga  | Regional     | Regional     | Copas | Copas | Internacional | Internacional | Total | Total | Media goleadora |
| Club                  | Temporada     | Div.          | Part. | Goles | Part.        | Goles        | Part. | Goles | Part.         | Goles         | Part. | Goles | Media goleadora |
| --------------------- | ------------- | ------------- | ----- | ----- | ------------ | ------------ | ----- | ----- | ------------- | ------------- | ----- | ----- | --------------- |
| C. R. Vasco da Gama   | 1971          | 1.ª           | 6     | 1     | —            | —            | —     | —     | —             | —             | 6     | 1     | 0.17            |
| C. R. Vasco da Gama   | 1972          | 1.ª           | 11    | 4     | 11           | 2            | —     | —     | —             | —             | 22    | 6     | 0.27            |
| C. R. Vasco da Gama   | 1973          | 1.ª           | 32    | 13    | 19           | 5            | —     | —     | —             | —             | 51    | 18    | 0.35            |
| C. R. Vasco da Gama   | 1974          | 1.ª           | 26    | 16    | 20           | 17           | —     | —     | —             | —             | 46    | 33    | 0.71            |
| C. R. Vasco da Gama   | 1975          | 1.ª           | 19    | 15    | 28           | 25           | —     | —     | 6             | 2             | 53    | 42    | 0.79            |
| C. R. Vasco da Gama   | 1976          | 1.ª           | 19    | 12    | 26           | 15           | —     | —     | —             | —             | 45    | 27    | 0.60            |
| C. R. Vasco da Gama   | 1977          | 1.ª           | 17    | 7     | 27           | 25           | —     | —     | —             | —             | 44    | 32    | 0.72            |
| C. R. Vasco da Gama   | 1978          | 1.ª           | 17    | 14    | 21           | 19           | 1     | —     | —             | —             | 39    | 33    | 0.84            |
| C. R. Vasco da Gama   | 1979          | 1.ª           | 14    | 10    | 35           | 33           | —     | —     | —             | —             | 49    | 43    | 0.87            |
| F. C. Barcelona       | 1980          | 1.ª           | 8     | 2     | Inexistentes | Inexistentes | 1     | —     | 2             | 1             | 11    | 3     | 0.27            |
| C. R. Vasco da Gama   | 1980          | 1.ª           | 6     | 8     | 24           | 14           | —     | —     | —             | —             | 30    | 22    | 0.73            |
| C. R. Vasco da Gama   | 1981          | 1.ª           | 19    | 14    | 27           | 31           | —     | —     | —             | —             | 46    | 45    | 0.97            |
| C. R. Vasco da Gama   | 1982          | 1.ª           | 16    | 12    | 20           | 15           | 4     | 5     | —             | —             | 40    | 32    | 0.80            |
| C. R. Vasco da Gama   | 1983          | 1.ª           | 21    | 9     | 14           | 7            | —     | —     | —             | —             | 35    | 16    | 0.45            |
| C. R. Vasco da Gama   | 1984          | 1.ª           | 21    | 16    | 17           | 9            | —     | —     | —             | —             | 38    | 25    | 0.65            |
| C. R. Vasco da Gama   | 1985          | 1.ª           | 22    | 16    | 20           | 12           | —     | —     | 5             | 1             | 47    | 29    | 0.61            |
| C. R. Vasco da Gama   | 1986          | 1.ª           | 15    | 5     | 24           | 19           | —     | —     | —             | —             | 39    | 24    | 0.61            |
| C. R. Vasco da Gama   | 1987          | 1.ª           | 14    | 6     | 29           | 14           | —     | —     | —             | —             | 43    | 20    | 0.46            |
| C. R. Vasco da Gama   | 1988          | 1.ª           | 10    | 3     | 3            | 1            | —     | —     | —             | —             | 13    | 4     | 0.31            |
| C. R. Vasco da Gama   | 1989          | 1.ª           | —     | —     | 16           | 9            | —     | —     | —             | —             | 16    | 9     | 0.57            |
| Associação Portuguesa | 1989          | 1.ª           | 17    | 9     | —            | —            | —     | —     | —             | —             | 17    | 9     | 0.53            |
| C. R. Vasco da Gama   | 1990          | 1.ª           | 4     | —     | 15           | 3            | 2     | —     | 7             | 1             | 28    | 4     | 0.14            |
| Campo Grande A. C.    | 1991          | 1.ª           | —     | —     | 14           | —            | —     | —     | —             | —             | 14    | 0     | 0               |
| C. R. Vasco da Gama   | 1992          | 1.ª           | 2     | —     | 19           | 9            | 3     | 1     | —             | —             | 24    | 10    | 0.41            |
| C. R. Vasco da Gama   | Total club    | Total club    | 311   | 181   | 415          | 284          | 10    | 6     | 19            | 4             | 755   | 475   | 0.63            |
| Total carrera         | Total carrera | Total carrera | 336   | 192   | 429          | 284          | 11    | 6     | 22            | 5             | 798   | 487   | 0.61            |
| 1. 2. 3. 4.           |               |               |       |       |              |              |       |       |               |               |       |       |                 |

### Selecciones
Datos actualizados a fin de carrera deportiva.
| Selección         | Temporada     | Amistosos | Amistosos | Eliminatorias | Eliminatorias | Copa América | Copa América | Mundial | Mundial | Total | Total |
| Selección         | Temporada     | Part.     | Goles     | Part.         | Goles         | Part.        | Goles        | Part.   | Goles   | Part. | Goles |
| ----------------- | ------------- | --------- | --------- | ------------- | ------------- | ------------ | ------------ | ------- | ------- | ----- | ----- |
| Absoluta · Brasil | 1975          | —         | —         | —             | —             | 2            | —            | —       | —       | 2     | 0     |
| Absoluta · Brasil | 1976          | 6         | 6         | —             | —             | —            | —            | —       | —       | 6     | 6     |
| Absoluta · Brasil | 1977          | 4         | 2         | 6             | 5             | —            | —            | —       | —       | 10    | 7     |
| Absoluta · Brasil | 1978          | 1         | —         | —             | —             | —            | —            | 5       | 3       | 6     | 3     |
| Absoluta · Brasil | 1979          | 1         | —         | —             | —             | 1            | 1            | —       | —       | 2     | 1     |
| Absoluta · Brasil | 1981          | 1         | 1         | —             | —             | —            | —            | —       | —       | 1     | 1     |
| Absoluta · Brasil | 1982          | 2         | —         | —             | —             | —            | —            | —       | —       | 2     | 0     |
| Absoluta · Brasil | 1983          | -         | —         | —             | —             | 7            | 3            | —       | —       | 7     | 3     |
| Absoluta · Brasil | 1984          | 2         | —         | —             | —             | —            | —            | —       | —       | 2     | 0     |
| Total carrera     | Total carrera | 17        | 9         | 6             | 5             | 10           | 4            | 5       | 3       | 41    | 20    |

## Palmarés

### Torneos regionales
| Título             | Club                          | Estado         | Año  |
| ------------------ | ----------------------------- | -------------- | ---- |
| Campeonato Carioca | Club de Regatas Vasco da Gama | Río de Janeiro | 1977 |
| Campeonato Carioca | Club de Regatas Vasco da Gama | Río de Janeiro | 1982 |
| Campeonato Carioca | Club de Regatas Vasco da Gama | Río de Janeiro | 1987 |
| Campeonato Carioca | Club de Regatas Vasco da Gama | Río de Janeiro | 1988 |
| Campeonato Carioca | Club de Regatas Vasco da Gama | Río de Janeiro | 1992 |

### Torneos nacionales
| Título                        | Club                          | País   | Año  |
| ----------------------------- | ----------------------------- | ------ | ---- |
| Campeonato Brasileiro Série A | Club de Regatas Vasco da Gama | Brasil | 1974 |

### Premios individuales
- Bola de Prata: 1979, 1981, 1984